# 班琼

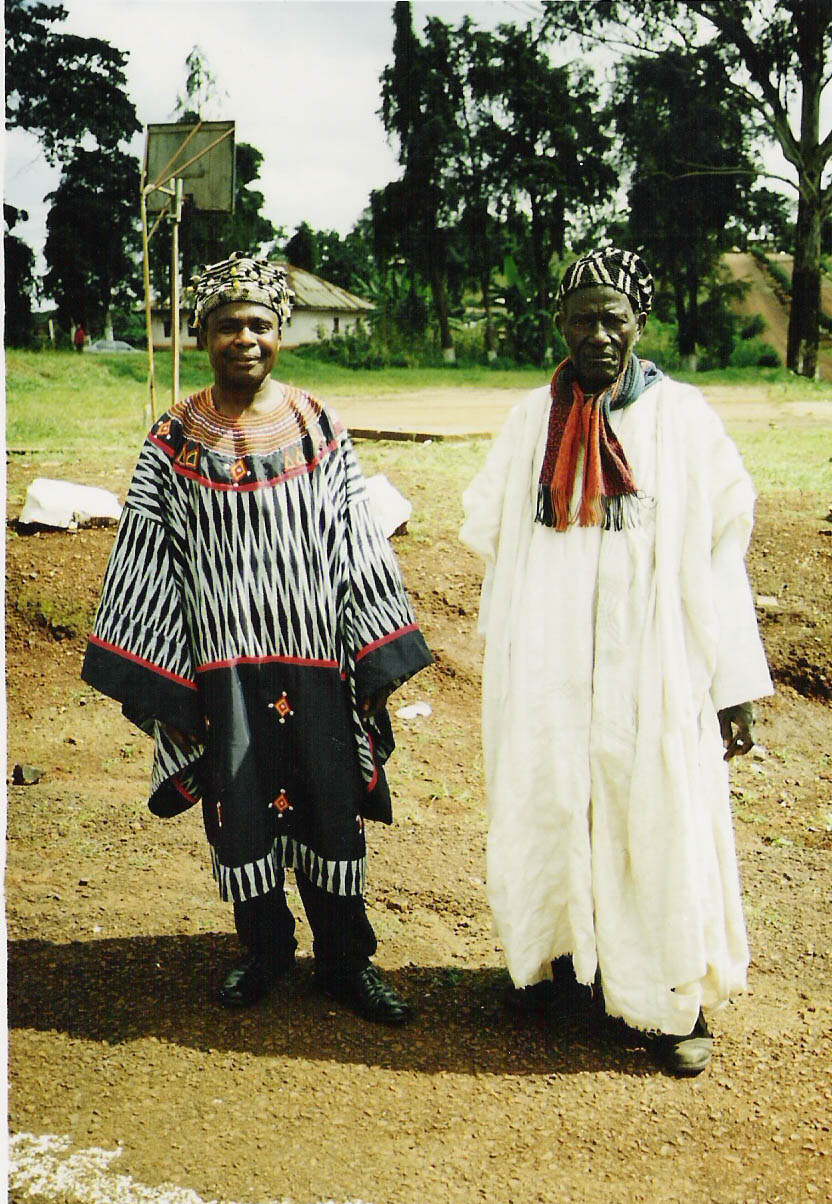

班琼（Bandjoun）是非洲中西部國家喀麥隆的城鎮，由西部省負責管轄，距離巴富薩姆約20公里，海拔高度1,515米，面積274平方公里，2001年人口估計約70,000。
5°21′N 10°24′E / 5.350°N 10.400°E